# Hockey sobre césped
El hockey sobre césped, también conocido como hockey sobre hierba o hockey sobre pasto, es un deporte en el que dos equipos rivales de once jugadores compiten para meter una pelota en el arco del equipo contrario. Las acciones se realizan con un palo que permite controlar la pelota.
El objetivo consiste en marcar más anotaciones que el equipo contrario al finalizar el tiempo de juego reglamentario, establecido en cuatro cuartos de quince minutos con tres descansos, el intermedio —entre el segundo y tercer cuarto— de entre cinco y quince minutos, mientras que los dos restantes son de dos minutos.
En caso de un empate, hay tiros de penales australianos de cinco rondas (más rondas de muerte súbita en caso de un nuevo empate).

## Etimología
La palabra inglesa hockey proviene posiblemente del francés medio hoquet (‘bastón curvo de pastor’), diminutivo del francés antiguo hoc (‘gancho’) y se mencionó por primera vez en 1363 en Inglaterra, en una proclama del rey Eduardo III:
«Por otra parte, exigimos que se prohíban bajo pena de prisión todos y cada uno de estos juegos, tales como el lanzamiento de piedras, maderas o hierro, el balonmano, el balompié y el jóquey, la caza de liebres y la riña de gallos y otros juegos inútiles».

En 1527, en Irlanda se menciona el juego hockie:
The horlinge of the litill balle with hockey stickes or staves. (‘El lanzamiento de una pequeña bola con palos o varas de hockey’).

## Historia

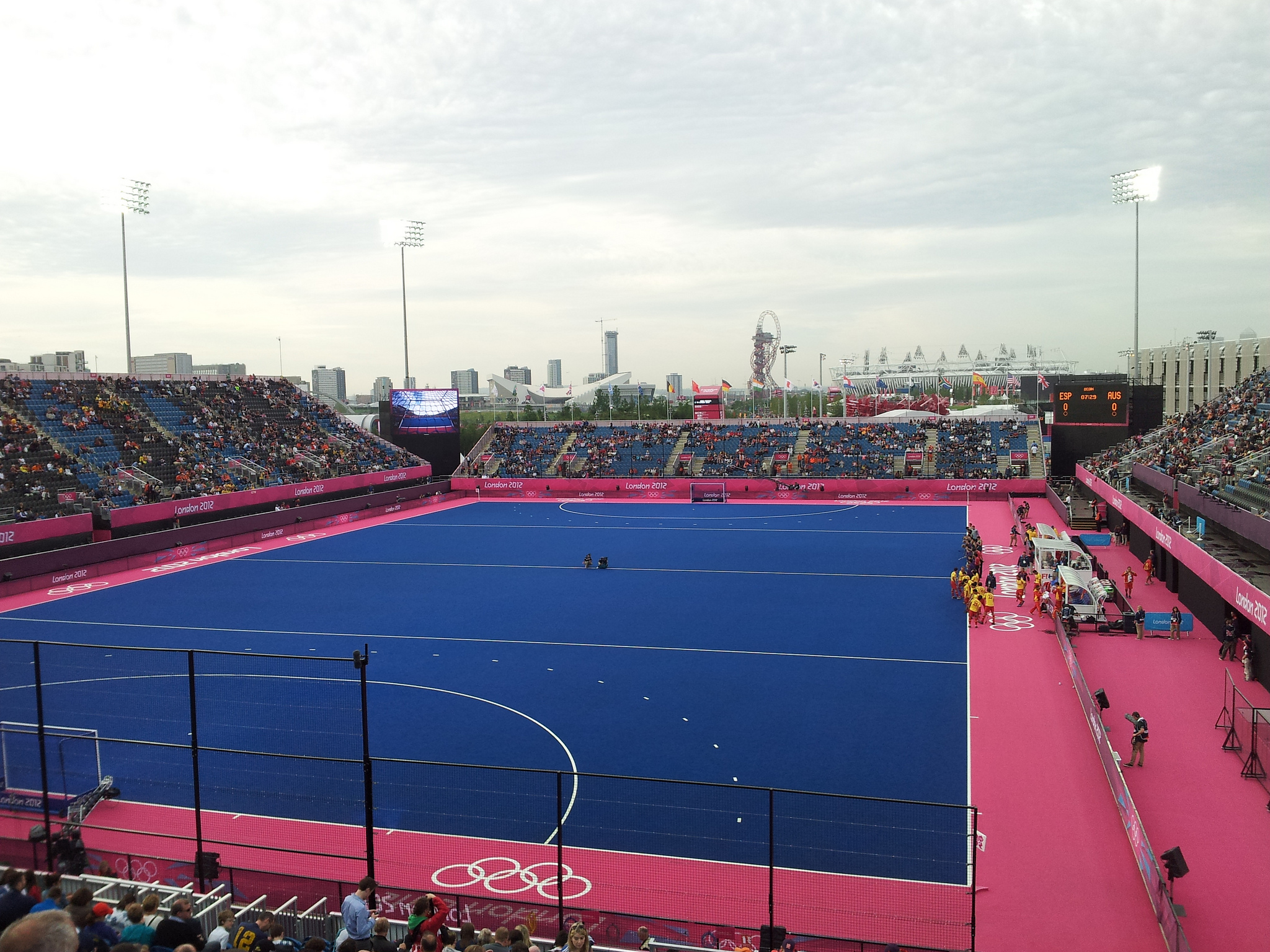
Riverbank Arena, Londres, 1 de agosto de 2012.

Se tienen registros gráficos de formas rudimentarias de hockey (juego de palos y una bocha) en muchos sitios del mundo. Por ejemplo, en un bajorrelieve egipcio del 2000 a. C. se ven dos personas utilizando palos con una pelota entre ellos.[cita requerida] Hay una figura del 1272 a. C. en Irlanda.

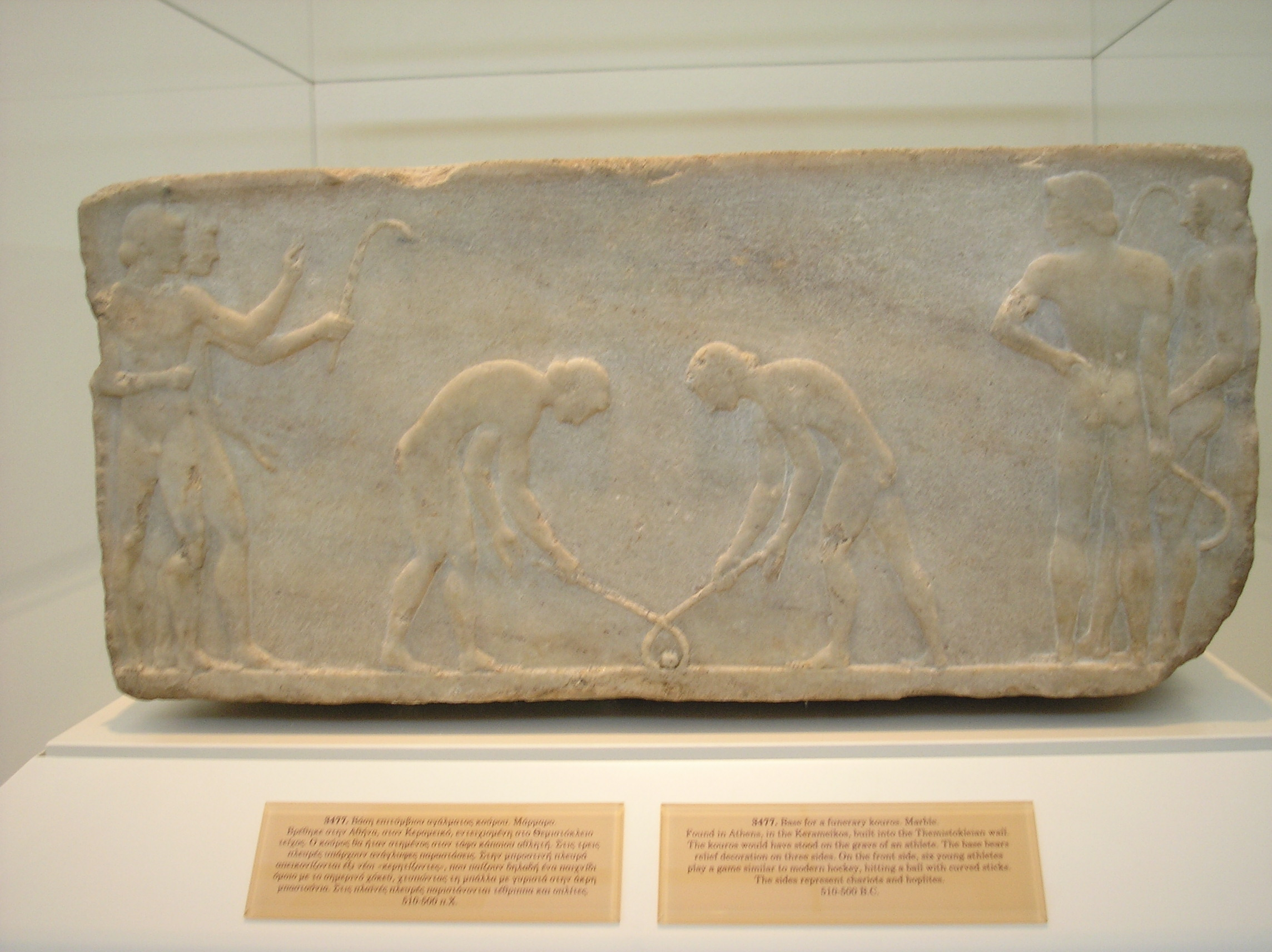
Griegos antiguos jugando al keretízein, relieve en mármol del 500 a. C.del Cerámico en Atenas. En exhibición en el Museo Arqueológico Nacional de Atenas.

Hay una imagen en la antigua Grecia (del 500 a. C.) de varios hombres jugando desnudos a empujar una pelota con bastones curvos (o cuernos). Existía también un juego que se llamaba κερητίζειν kerētízein porque se jugaba con κέρας kéras (‘cuerno’ en griego). Los romanos tenían un juego parecido llamado paganica.
En Mongolia Interior (China), la etnia daur jugaban a un juego llamado beikou, parecido al hockey, durante los últimos mil años, por lo menos. Igualmente, existe un relieve de la Edad Media en Europa donde se pueden ver dos personas jugando.
Debido a estos antecedentes, es poco posible que varios siglos después, cuando los británicos invadieron la India en 1757, hayan adoptado un juego parecido al hockey y lo hayan llevado a Europa. Otros juegos parecidos al hockey son el hurling y el shinty.
En cuanto al continente americano, en el siglo XVI, los mapuches practicaron un deporte con una bola que debían dominar con bastones, llamado palín. Así mismo los primeros pobladores del occidente de México, los p'urhepecha, practicaron desde hace unos 3500 años un deporte similar de nombre Uarukua Chanakua o pasarutakua, el cual se jugaba con bastones tallados en madera que recibian el nombre de uarukua, cuya forma es parecida a la que se emplea en bastones modernos de hockey. Tal elemento iba acompañado de una pequeña pelota la cual era nombrada zapandukua, fabricada de algodón envuelto en tiras de mecate (un tipo de cuerda que se elaboraba con crín de caballo o con fibras de las plantas Agave fourcroydes o Agave americana) que posteriormente podía ser empapado en material combustible para ser encendida en fuego.
Un juego parecido al hockey moderno se practicó en escuelas públicas inglesas a principios del siglo XIX. El primer club de hockey fue el Blackheath Football and Hockey Club, en Londres, que se fundó alrededor de 1861. En 1871 se formó el Teddington Hockey Club y en 1875 la Asociación Inglesa de Hockey. En la década de 1880 el juego se asentó definitivamente y las mujeres comenzaron a practicarlo con entusiasmo. El actual organismo rector del deporte en su modalidad masculina, la Asociación de Hockey, se fundó en 1886 y la Asociación Inglesa Femenina de Hockey en 1895, un año después de que lo hiciera la Unión Irlandesa de Hockey de Mujeres. Durante la década de 1890 se jugaron partidos internacionales y el hockey fue incluido en los Juegos Olímpicos de 1908.
A fines del siglo XVIII, se conformó la primera asociación de hockey sobre césped. Las selecciones nacionales de India y Pakistán fueron las grandes dominadoras mundiales de este deporte durante muchas décadas.
En 1924 se creó la Federación Internacional de Hockey (FIH). En 1982 se unificaron los juegos masculinos y femeninos bajo los auspicios de la FIH, que en la década de 1990 cuenta con más de cien países miembros.
El deporte ha estado dominado durante mucho tiempo por India y Pakistán, que han ganado todos los torneos olímpicos desde 1928 hasta 1968, pero más adelante han aparecido equipos de otros países que han roto la hegemonía que indios y pakistaníes han tenido a escala internacional; es el caso de Países Bajos, Alemania, Nueva Zelanda, Inglaterra, España, Argentina y Australia.
La Copa del Mundo de la FIH se celebró por primera vez en 1971 para hombres, y en 1974 para mujeres. En 1994 la Copa del Mundo masculina se celebró en la ciudad australiana de Sídney y fue ganada por Pakistán, que es el único país que la ha ganado cuatro veces. La Copa del Mundo femenina se celebró el mismo año en Dublín y ganó por primera vez Australia. El Trofeo de Campeones se celebró por primera vez en la ciudad pakistaní Lahore en 1978 y compiten anualmente los seis mejores equipos masculinos del mundo; el trofeo femenino comenzó en 1987. El campeonato de Europa comenzó en 1970 para hombres y en 1984 para mujeres; la competición es para selecciones nacionales y se celebra cada cuatro años. También se celebra la Copa de Europa de Equipos Campeones, organizada por primera vez en 1990 para hombres y 1991 para mujeres.
Actualmente el hockey sobre césped está dominado por países como Alemania, Argentina, Australia, Países Bajos y Reino Unido.

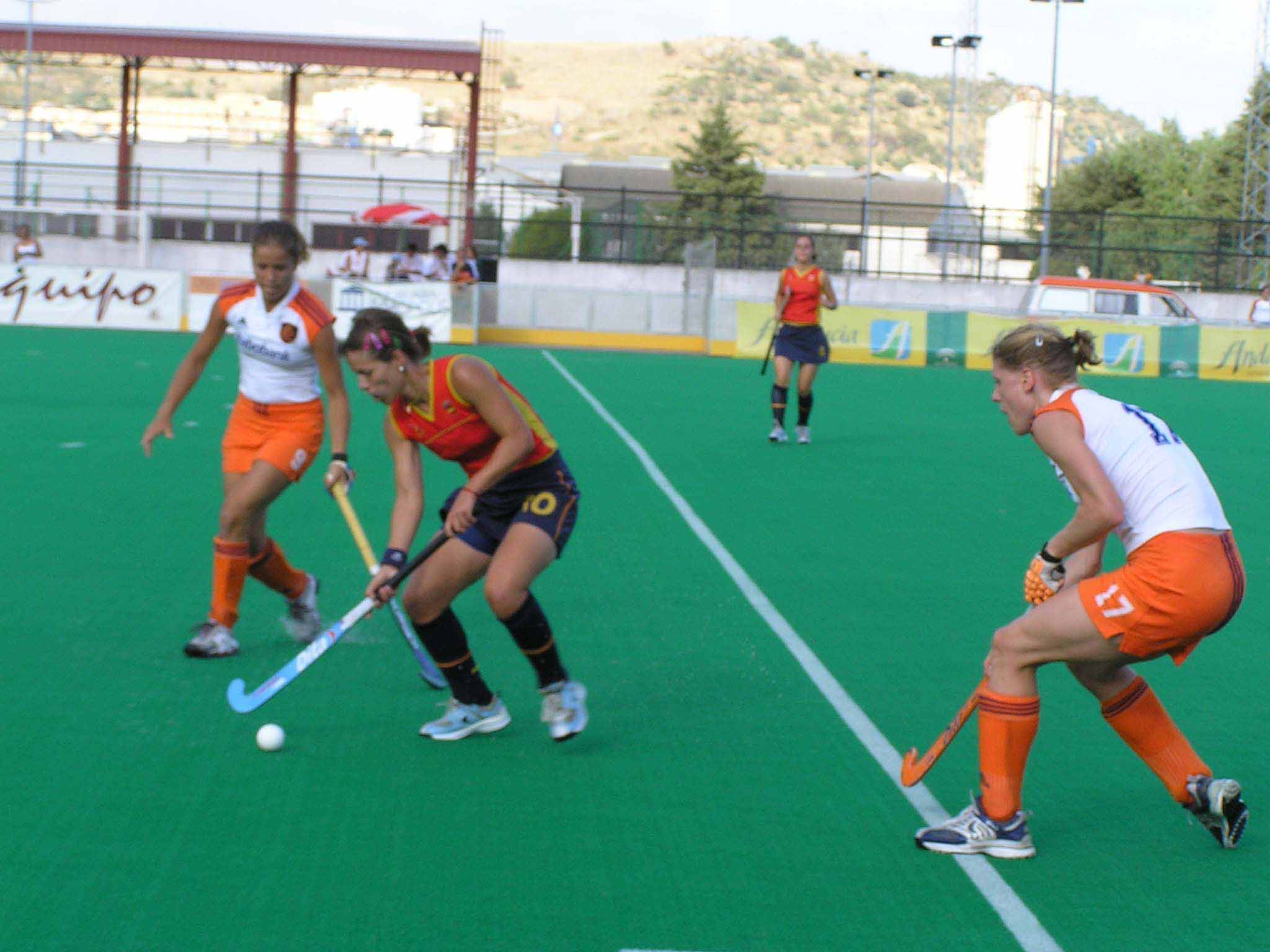
Una jugadora española golpea la bocha ante la oposición de jugadoras neerlandesas, en Alcalá la Real (España).

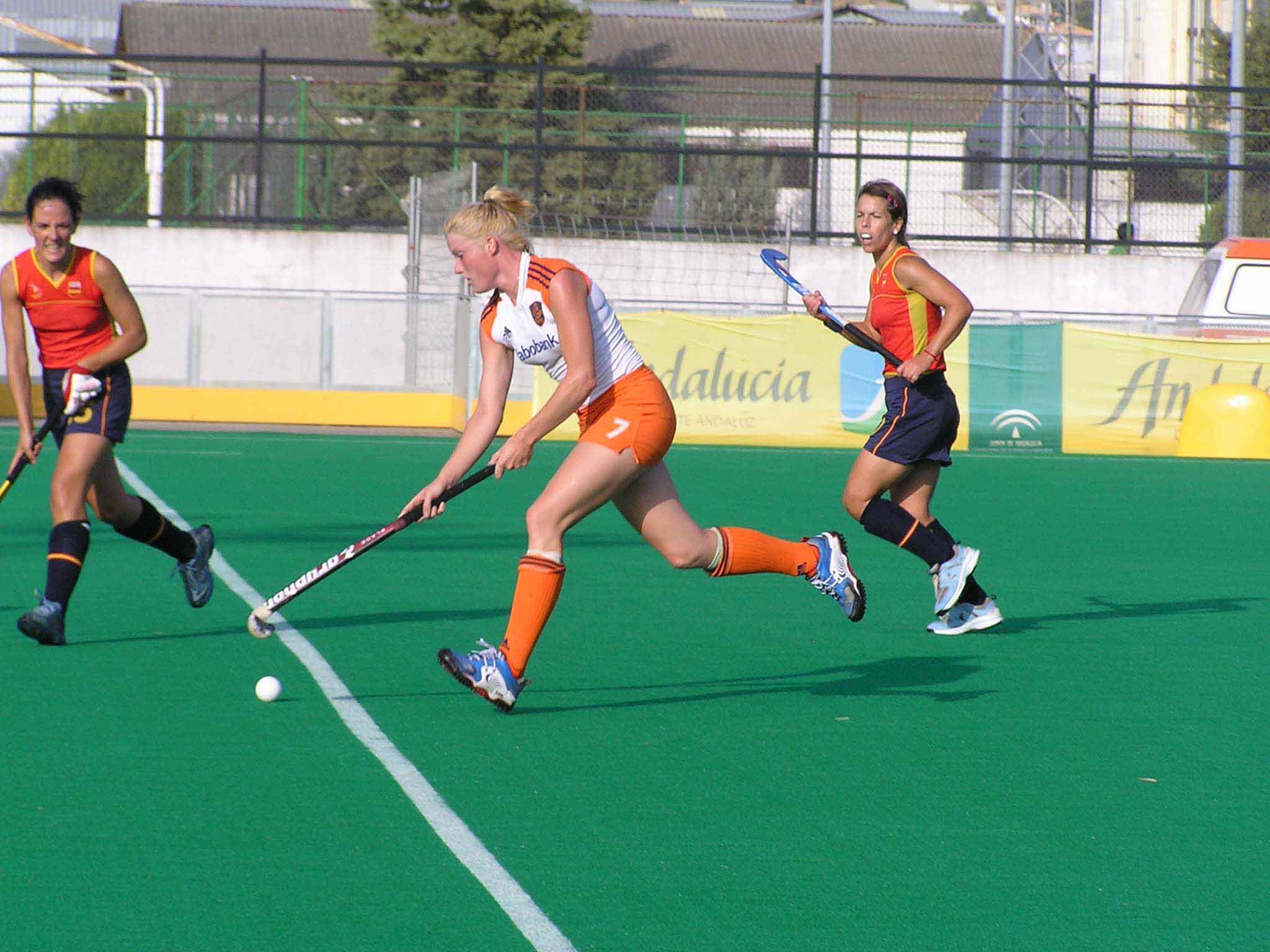
Una jugadora neerlandesa en plena carrera.

En la mayoría de los países donde se juega este deporte, existen ligas organizadas entre clubes de hockey masculino y femenino.

## Naturaleza del juego
El hockey está integrado por cuatro componentes principales: técnica, táctica, preparación física y cualidades psicológicas para la competencia:
- La técnica implica el desarrollo coordinado de los movimientos del jugador y su seguridad en el manejo con el palo y la bola. Es uno de los factores centrales del juego y es el rasgo decisivo de la capacidad del juego.
- La táctica comprende fundamentos, reglas y métodos del juego. Su esencia está dada por el empleo efectivo de los medios del juego y la lucha bajo constantes cambios de las situaciones del juego y su disputa con el contrincante.
- La preparación física es el componente físico del rendimiento de juego. Abarca todas las cualidades condicionantes y coordinadas que influyen de distinta manera sobre el rendimiento. Las exigencias físicas son la velocidad, la agilidad y la resistencia especial.
- Las cualidades psicológicas para la competencia son reglas de conducta propias de cada jugador.
- La rapidez mental para poder pensar los movimientos y calcular las jugadas con precisión. Esto significa que en parte el hockey como todos los deportes incluye matemática,  por ejemplo: el/la jugador/a debe calcular el ángulo para que su tiro vaya donde quiere.

### Técnicas principales
Las técnicas principales que permiten a un jugador desempeñarse libremente en una situación real de juego corresponden a cuatro categorías:
- Conducciones: permiten el traslado de la bola por el campo de juego. Se realizan con la bola pegada al palo y de acuerdo a la posición de las manos y de la bola con respecto al cuerpo varían sus características.

- Habilidades (regates): se utilizan para superar a un contrario. En ellas se incluyen eslalon, diferentes tipos de dribling, anticorredizos y amagues.

- Pases y recepciones: favorecen el juego en equipo. Como las conducciones, sus diferentes formas varían según la posición de las manos y la forma en que se impacte la bola, siendo la técnica de push la más utilizada.
- Empuñaduras: se refiere directamente a la forma de cómo se agarra el stick, hay específicas para cada técnica. Permiten lograr una técnica de la manera más eficaz y eficiente posible, con economía en los movimientos.

### Posiciones de los jugadores
Al igual que en el fútbol, el primer sistema usado fue el sistema inglés WM, donde los jugadores de campo (todos menos el arquero y los insides) están distribuidos en los vértices de esas letras.
- El portero o arquero puede jugar hasta los 23 metros, pero solamente dentro del área tiene la posibilidad de usar sus privilegios especiales: impulsar la bola o bocha con los pies, y detenerla con los brazos. Por esa razón, y por el peso del equipo de protección que limita sus movimientos y su velocidad, habitualmente juega cerca del arco o portería.
- Las posiciones de defensa son, según el sistema de juego, defensores centrales (full-backs), defensores laterales (half-backs o halfs), stopper (defensor central adelantado) o líbero (último defensor central).
- Las posiciones en el mediocampo varían según el sistema de juego. En el caso del antiguo sistema inglés, los mediocampistas son llamados insides.
- Las posiciones en el ataque dependen también del sistema de juego. En el viejo sistema inglés se llamaban wings (alas) a los atacantes por los laterales y centerforward al atacante central.

Otros sistemas de juego utilizan posiciones, transitorias o permanentes, diferentes del antiguo sistema inglés. Algunos ejemplos son:
- La proyección de un defensor lateral para provocar una superioridad numérica transitoria.
- Una formación de cuatro mediocampistas en forma de semicírculo.
- Una marca personal a un jugador clave del adversario.
- Un ataque con cuatro atacantes, dispuestos en forma de rombo.

### Sistemas de juego
La distribución de los jugadores en el campo de juego suele ser 4-4-2 (cuatro defensores, cuatro mediocampistas y dos delanteros), 4-3-3 (cuatro defensores, tres mediocampistas y tres delanteros) o, en situaciones de mucha presión, 3-3-4 (tres defensores, tres mediocampistas y cuatro delanteros).

### Campo de juego
El campo de juego es rectangular y tiene 91,4 metros de largo y 55 metros de ancho.
Las líneas laterales marcan los perímetros largos del campo, y las de fondo marcan los perímetros cortos del mismo. 
Las líneas de gol están situadas en la parte de las líneas de fondo entre los postes de los arcos. Una línea central está marcada en el medio del campo. Las líneas conocidas como 25 yardas están marcadas cruzando el campo a lo ancho a 22,86 metros de las líneas de fondo.
Las áreas están marcadas dentro del campo alrededor de los arcos y enfrente al centro de las líneas de fondo. 
El punto del penal tiene un diámetro de 150 milímetros y está marcado en frente del centro de cada arco con su centro a 6,4 metros desde el borde interno de la línea de gol. 
Los banderines de córner deben tener un poste de entre 1,2 y 1,5 metros de altura y están situados en cada esquina del campo.
Los arcos están dispuestos fuera del campo en el centro y tocando las líneas de fondo.
En la década de 1970, los campos de césped natural comenzaron a sustituirse por césped sintético. Al reducirse la fricción de la pelota y reducirse los botes, el juego se hizo más veloz y preciso. Los primeros tipos de césped sintético se rellenaban con arena. Luego se desarrollaron campos rellenos de agua, que mejoran aún más el deslizamiento de la pelota. Sin embargo, son muy costosos y requieren un alto consumo de agua, por lo que las federaciones están investigando otras tecnologías para reducir el costo y el impacto ambiental.

## Equipamiento requerido

### Sticko palo dehockey
En el hockey sobre hierba las medidas y el peso están estrictamente codificados en el Reglamento de la Federación Internacional de Hockey. Su largo máximo es de 105 mm y el ancho no debe superar los 51 mm. El peso no debe exceder los tres cuartos de kilo. El palo debe pasar a través de un aro de 51 mm de diámetro.

### La pelota
Antiguamente, la pelota o bocha estaba hecha de cuero y corcho. En la actualidad, las pelotas de hockey son de plástico huecas por dentro con una pared de un centímetro y son aproximadamente del tamaño de una pelota de tenis o béisbol.

### Protecciones
En este deporte es imprescindible el uso de un protector bucal, debido al constante movimiento de la bocha a una considerable velocidad, evitando de esta manera romper piezas dentales. Las canilleras también son necesarias ya que pueden evitar fracturas en las piernas. Para el caso del arquero o portero debe llevar una protección característica ya que está muy expuesto a las bochas. Para los córners cortos se agrega una protección adicional (máscaras), durante su ejecución.

## Equipos
Para jugar un partido se necesitan 2 equipos de no más de 18 jugadores cada uno. Solo 11 jugadores de cada equipo estarán en el terreno de juego al mismo tiempo. Se permite a cada uno de los equipos sustituir de entre los 18 jugadores como máximo.
En la actualidad el hockey sobre césped goza de variantes similares a las del fútbol, ya que puede ser jugado en superficies más duras como son el concreto pulido (hockey de sala) en la que el número de jugadores es de 5 en campo más el arquero. Esto ha llevado al deporte en esta modalidad a tener algunas variantes en sus reglas que difieren a las que se llevan a cabo en el hockey sobre césped.

### Sustitución
Está permitida en cualquier momento excepto después de la concesión y antes de la finalización de un saque de esquina corto. El único cambio permitido en ese momento es el de un portero o defensor lesionado o expulsado.

### Árbitros
Dos árbitros controlarán el juego y aplicarán el reglamento; ellos serán los únicos jueces para un juego limpio y correcto.
Advertencias o sanciones: por una falta, el jugador puede ser avisado o advertido.
En el caso de ser advertido, se le indica con una tarjeta verde. En el ámbito internacional una tarjeta verde significa una suspensión temporaria de 2 minutos de juego.
Suspendido temporalmente por un mínimo de 10 minutos de tiempo de juego (indicado con una tarjeta amarilla).
Suspendido de forma permanente del partido en disputa (indicado con una tarjeta roja).
Los jugadores suspendidos deben permanecer en un lugar designado, hasta que el árbitro que lo suspendió lo autorice a volver al juego.
La duración de la suspensión temporaria puede extenderse por mala conducta del jugador suspendido.

### Salida lateral

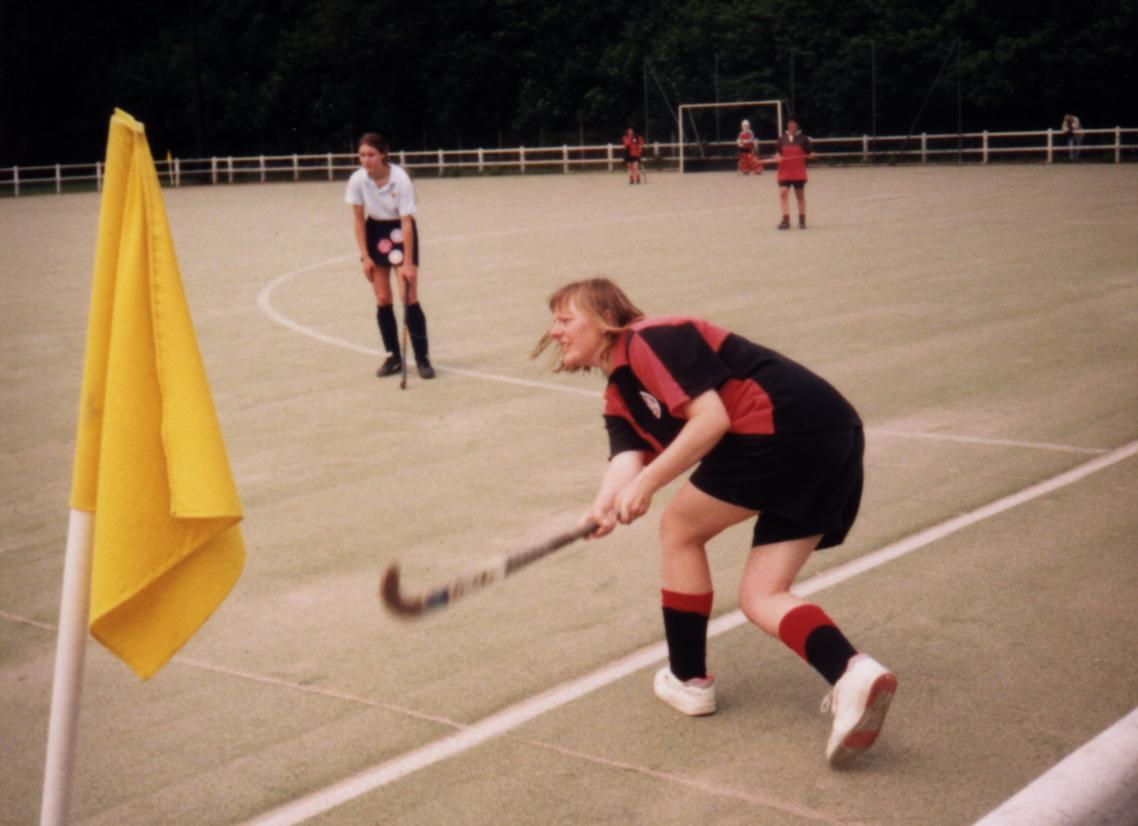
Salida lateral en un partido entre el Standard Athletic Club y el British School of Paris (1996).

Al igual que en el fútbol, si la bocha sale por el costado, el equipo que no la ha tocado tiene derecho a un tiro libre desde el punto en que la bocha ha cruzado la línea lateral. Además se puede hacer un autopase y todos los demás jugadores deben estar a 5 metros del que lo realiza. Entre la línea de fondo y la línea de 23 yardas no se puede meter la bocha dentro del área a menos que se corra 5 metros, la bocha sea pasada a otro compañero o un jugador del equipo contrario la toque.
La función del círculo o área pequeña es importante: solo las bochas que han sido tocadas por cualquier jugador dentro del círculo antes de entrar en la portería constituyen un gol. Las faltas perpetradas por los jugadores que defienden el arco dentro del círculo se ven agravadas: una falta involuntaria se sanciona con un saque de esquina corto. Una falta voluntaria se sanciona con un penalty stroke, stroke o penal.

### Penalty stroke
Al igual que en el fútbol, el hockey sobre césped conoce el penalty stroke o shoot-out. Es la pena máxima con la que se sanciona cualquier falta producida dentro del área propia, sea intencionalmente, o involuntariamente pero impidiendo la consecución de un gol.
El lanzador se coloca detrás de un punto situado a 7 yardas frente a la portería y, sin golpear, empuja o levanta la pelota disparando hacia portería; el portero intenta interceptarla con su equipo de protección, o bien con el palo. De nuevo, el hockey vuelve a mostrar su carácter asimétrico: el portero tiene el palo en su mano derecha y un guante en la izquierda. En particular, al portero le está permitido detener o despejar la pelota con el guante, pero sin agarrarla o retenerla en el mismo.
El shoot-out, también conocido como «penal australiano», es un penal que se empieza desde la línea veintidós, cuando el árbitro pite los jugadores tendrán que ir contra el portero, solo tendrán 8 segundos para marcar gol, si no lo hacen no se sumará a cada equipo.

### Saque de esquina o córner corto

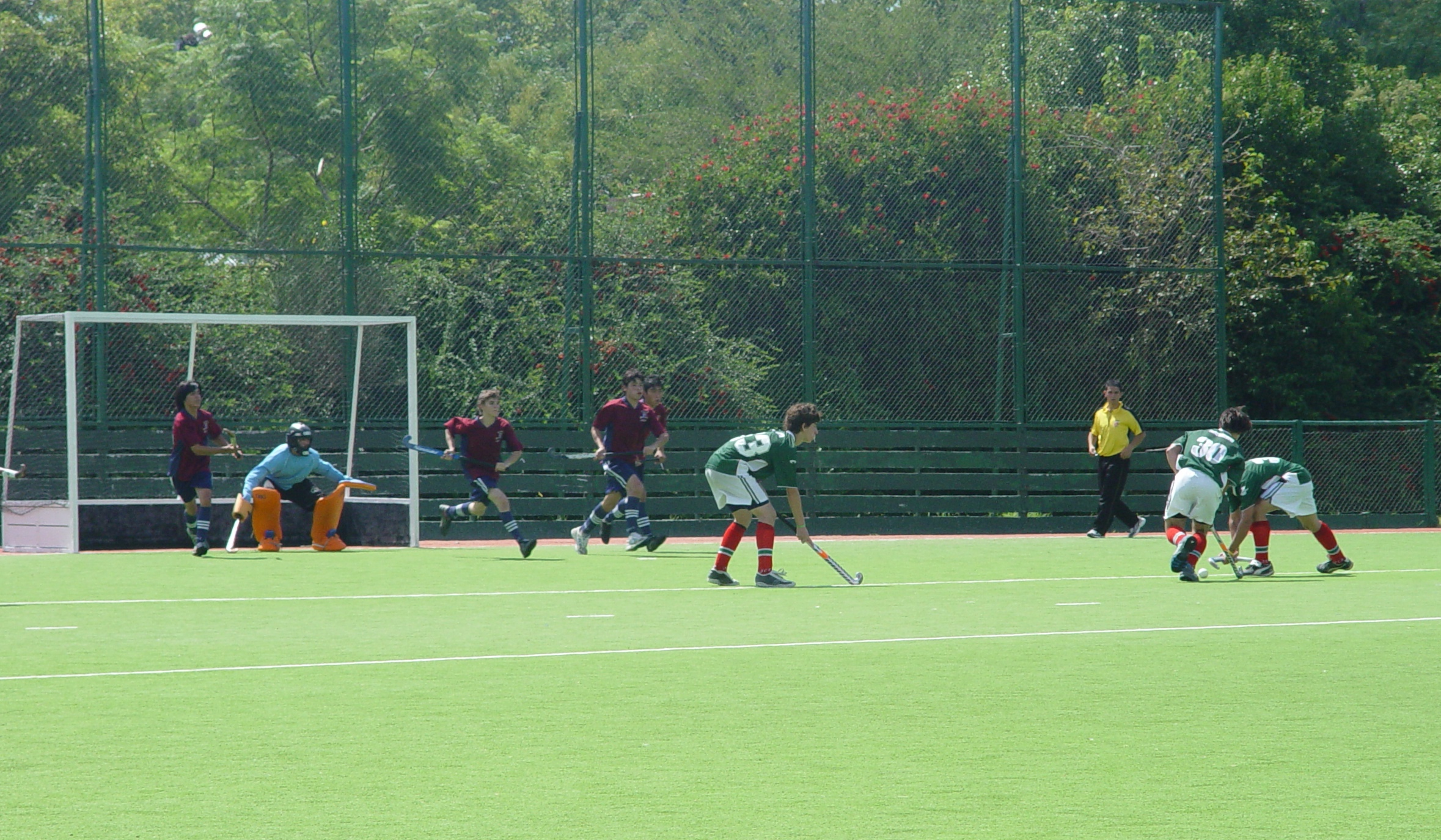
Córner corto en un partido entre Jockey Club Rosario vs. Buenos Aires Christian School.

El saque de esquina o córner corto es la pena con la que se sancionan las faltas cometidas dentro del área propia, que eviten un gol o intencionadas fuera del área pero dentro de la línea de 25 yardas. Básicamente se puede resumir de la siguiente manera:
- La bocha se coloca en la línea de fondo sobre una señal a 10 metros del poste de portería.
- Desde allí un atacante empujará o golpeará la bola sin elevarla, y debe tener al menos un pie fuera del terreno de juego.
- Solo pueden estar involucrados en la ejecución de la falta 5 jugadores defensores, incluyendo el portero. Los jugadores atacantes han de estar al borde del área fuera de ésta, y los 5 jugadores defensores han de estar detrás de su línea de fondo, pudiendo situarse dentro de la portería. El resto de los jugadores defensores permanecerán más allá de la línea central.
- El jugador que realiza el saque pasa la bola a los compañeros situados al borde del área, momento en el cual los jugadores defensores pueden salir inmediatamente a intentar bloquear o impedir el tiro a puerta. La bola ha de salir del área, momento a partir del cual se puede jugar en la forma que se desee para intentar la consecución del gol (tiro directo, pase a otro compañero, etc.)
- Si el primer tiro a puerta es un golpe, la bola no puede elevarse a una altura mayor de 46 cm (altura de las tablas del fondo de la portería).
- Para los flicks, scoops, desvíos y segundos o subsiguientes golpes a puerta, la bola puede elevarse a cualquier altura, siempre y cuando no exista peligro para los jugadores contrarios que se encuentren cerca de la bocha.

## Campeonatos oficiales de la FIH
La Federación Internacional de Hockey (FIH) es el organismo que rige los designios de este deporte. Se formó en París en 1924 e inicialmente representó a Austria, Bélgica, Checoslovaquia, Francia, Hungría, España y Suiza.
La FIH es la responsable de organizar el Campeonato Mundial de Hockey sobre césped y la Hockey Pro League. Años anteriores, organizó el Champions Trophy, el Champions Challenge y la Liga Mundial de Hockey, torneos que con el paso de los años, dejaron de disputarse.
El hockey sobre césped se incluyó por primera vez en los Juegos Olímpicos en 1908 (véase Hockey sobre hierba en los Juegos Olímpicos). Esta competición ha sido históricamente dominada por India y posteriormente por Pakistán, aunque actualmente lo es por europeos, Australia y Argentina. En 1980, se incluyó por primera vez dentro del programa olímpico el hockey sobre césped femenino.
A nivel continental, las diversas federaciones se encargan de la organización de los diversos torneos, teniendo especial relevancia estos campeonatos:
- Campeonato europeo de hockey sobre césped con sus cuatro potencias (Alemania, Inglaterra y Países Bajos).
- Campeonato europeo de clubes campeones.
- Campeonato Panamericano, animado principalmente por las selecciones de Argentina, Estados Unidos y Canadá.

## Desarrollo y expansión

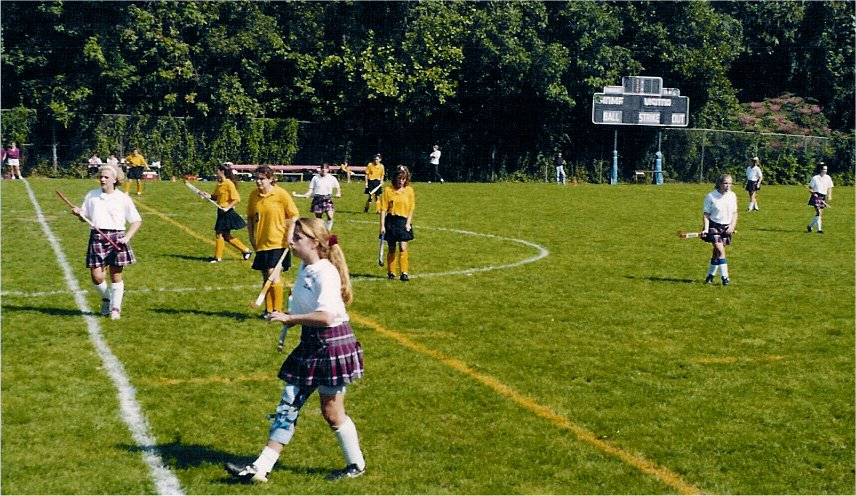
Hockey sobre césped femenino.

La práctica del hockey sobre césped es muy similar entre hombres y mujeres, hasta tal punto que la propia Federación Internacional no realiza distinciones de sustancial relevancia entre ambos sexos; de hecho, la reglamentación permanece invariable. A tenor de esto, el hockey sobre césped se constituiría como un único deporte que cuenta con dos disciplinas (masculina y femenina).